# مارغريت بيليجريني
مارغريت بيليجريني (بالإنجليزية: Margaret Pellegrini) هي ممثلة أمريكية، ولدت في 23 سبتمبر 1923 في الولايات المتحدة، وتوفيت بنفس المكان في 7 أغسطس 2013.

## أعمال

### أفلام
- (1939) ساحر أوز

## وصلات خارجية
- مارغريت بيليجريني على موقع IMDb (الإنجليزية)
- مارغريت بيليجريني على موقع قاعدة بيانات الفيلم (الإنجليزية)